# Nimbochromis
Рід налічує 5 видів риб родини цихлові.

## Види
- Nimbochromis fuscotaeniatus (Regan 1922)
- Nimbochromis linni (Burgess & Axelrod 1975)
- Nimbochromis livingstonii (Günther 1894)   — цихліда Лівінгстона
- Nimbochromis polystigma (Regan 1922)
- Nimbochromis venustus (Boulenger 1908)